# اشلی هال (بازیکن فوتبال)
اشلی هال (انگلیسی: Ashley Hall؛ زادهٔ ۱ ژوئن ۱۹۹۸) بازیکن فوتبال اهل ساموآی آمریکا است.
وی همچنین در تیم ملی فوتبال American Samoa بازی کرده‌است.